# Athena Itonias tempel i Koroneia
Athena Itonias tempel var ett tempel utanför staden Koroneia i Boiotien, tillägnad Athena. Koroneia var centrum för det boiotiska förbundet, och de boiotiska städerna firade sin förbundsfest, pamboiotia, i templet. 
Templet ska ha grundats av boioterna, sedan de lämnat sina ursprungliga hemtrakter i Thessalien, som ersättning för det ursprungliga Athena Itonias tempel i Thessalien.  Pausanias uppger att templet fått sitt namn efter Amphiktyons son Itonios. Alkaios kallade också helgedomen för Athena Polemedokos tempel. Det låg vid en flod utanför staden som av boioterna kallades Kuarios.  Helgedomen innehöll statyer av både Athena och Hades när Strabon besökte det. Vid Pausanias besök på 100-talet innehöll det bronsstatyer av Athena och Zeus gjorda av Agorakritos, en elev till Fidias, och av de tre gracerna. Pausanias uppger att ett mirakel en gång ska ha inträffat då prästinnan Iodama såg Athena uppenbara sig i templet en natt klädd i en tunika prydd med Medusas huvud, varpå Iodama ska ha förvandlats till sten av åsynen av Medusa, som enligt sägnen kunde förvandla alla som såg på henne till sten. Sedan dess tändes varje dag ett altare till minne av Iodama.